# NGC 4342
NGC 4342 (również IC 3256, PGC 40252 lub UGC 7466) – galaktyka soczewkowata (E-S0), znajdująca się w gwiazdozbiorze Panny. Odkrył ją William Herschel 13 kwietnia 1784 roku. Należy do Gromady w Pannie. Znajduje się w odległości około 75 milionów lat świetlnych od Ziemi.